# 이리듐
이리듐(←영어: Iridium 이리디엄[*], 문화어: 이리디움←독일어: Iridium 이리디움[*])은 화학 원소로 기호는 Ir(←라틴어: Iridium 이리디움[*]), 원자 번호는 77, 원자량은 192.22이다.

## 성질
밀도는 22.56g/cm3로 원소 중 오스뮴 다음으로 두 번째로 밀도가 높은 원소이다.
녹는점은 2447°C 끓는점은 4527°C로 매우 높아서 가공하기 어렵다.
왕수에도 녹지 않는 성질을 가지고 있으나 가열시 과염소산나트륨 존재하에 가열하면 진한 염산에 녹는다. 모든 금속들 중에서 백금 다음으로 부식이 되지 않는다.

## 사용
이리듐은 매우 비싸고 희귀해서 쓰이는 데가 많지 않다. 지각 속에 0.08 ppb 존재하기 때문이다. 예를 들자면 일부 고급자동차의 점화플러그는 매우 얇은 이리듐으로 만들어져서 훨씬 오랫동안 지속할 수 있다. 이리듐－아연합금을 염산으로 처리하면 미세한 가루인 소위 폭발이리듐이 생긴다. 이리듐은 백금족원소의 금속을 경화시키기 때문에, 예를 들면 미터원기(백금 90%, 이리듐 10%)나 만년필의 촉 등에 사용된다. 이 밖에 고융점 유리압출용 다이스, 고온반응용 도가니 등과 전기장치·치과재료 등에도 사용된다. 그리고 이리듐은 지표면에서는 희귀하나 백악기말의 지층이나 소행성, 운석 등에서 다량으로 발견되는 것으로 보아 공룡 멸종이 소행성 때문이라는 학설의 강력한 증거이기도 하다. 어벤져스에서 이리듐이 중요한 역할로 등장한 적이 있다.

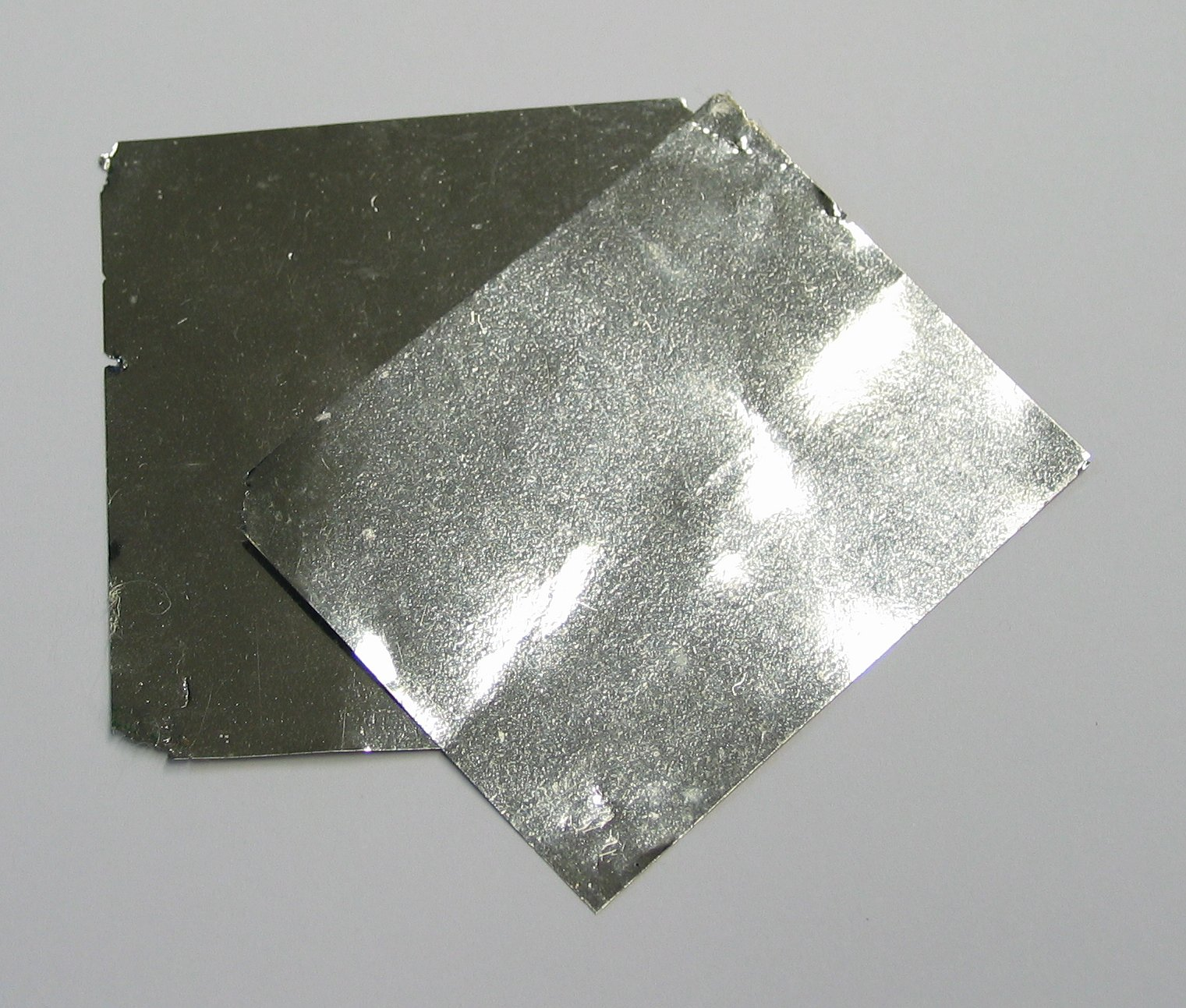
이리듐 포일